# Cmentarz Salvator Nowy w Gdańsku
Cmentarz Salvator Nowy – cmentarz komunalny w gdańskiej dzielnicy Orunia-Św. Wojciech-Lipce, przy ul. Cmentarnej 2. 

## Charakterystyka
Cmentarz o powierzchni 0,7 ha, położony jest u zbiegu ulic Cmentarnej i Stoczniowców. Sąsiaduje z cmentarzem żydowskim. Został założony na przełomie XIX i XX wieku jako nowy cmentarz dla niezachowanego, ewangelickiego Kościoła Zbawiciela na Zaroślaku. Pierwotnie posiadał powierzchnię 1,33 ha. W 1954 roku część cmentarza została zlikwidowana. Od tego momentu jest cmentarzem komunalnym. Obecne nagrobki pochodzą z okresu po II wojnie światowej.